# 검의 에이스

라이더-웨이트 타로 덱에서 봉의 에이스

검의 에이스 (Ace of Swords)는 라틴 슈트 플레잉 카드 (이탈리아, 스페인과 타로 덱)에 사용되는 카드이다. 이는 검의 슈트에서 나온 에이스이다.
타로에서, 이 카드는 결정적인 능력과 혼란으로 인한 절단, 급진적인 결정이나 관점, 속임수를 통해 알 수 있는 능력을 보여 준다.

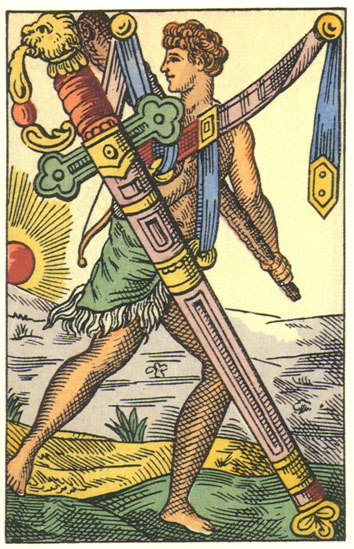
19세기 초기 카드

## 카드 해석
검의 에이스에 대한 라이더-웨이트식 점술 해석은 다음과 같다 : 승리, 모든 면에서 그 정도가 과함, 정복, 힘의 승리.

점술에서 이 카드는 힘의 카드로서, 증오와 사랑이 공존하는 카드이므로, 큰 번영을 나타낼 수도, 엄청난 비극을 암시할 수도 있다. 카드가 반전되었을 경우에도 의미는 같으나, 더욱 비참한 결과를 암시한다.